# Artur Minasjan
Artur Minasjan (orm.: Արթուր Մինասյան, ur. 4 czerwca 1977 w Erywaniu) – ormiański piłkarz występujący na pozycji pomocnika.

## Kariera klubowa
Minasjan karierę rozpoczynał w 1998 roku w zespole Jerewan FA, grającym w pierwszej lidze ormiańskiej. W tym samym roku przeszedł do szwajcarskiego Lausanne Sports. W Nationallidze A zadebiutował 8 sierpnia 1998 w wygranym 2:1 meczu z FC Sion. W Lausanne spędził sezon 1998/1999, podczas którego zdobył z zespołem Puchar Szwajcarii. Następnie wrócił do Armenii, gdzie został zawodnikiem Araratu Erywań. Dwa razy wywalczył z nim wicemistrzostwo Armenii (1999, 2000).
W 2002 roku Minasjan odszedł do Bananca Erywań, a w trakcie sezonu 2003 przeszedł do Piunika Erywań. W tym samym roku zdobył z nim mistrzostwo Armenii. W 2004 roku wrócił do Araratu Erywań. Spędził tam sezon 2004, a w następnym grał w Lernajinie Arcach Erywań. Od 2006 roku ponownie występował w Araracie, a w 2008 roku wygrał z nim rozgrywki Pucharu Armenii.
Na początku 2010 roku Minasjan został zawodnikiem Resovii, grającej w drugiej lidze. W sezonie 2009/2010 rozegrał w jej barwach 6 ligowych spotkań, a następnie wrócił do Araratu. W sezonie 2010 awansował z nim z drugiej ligi do pierwszej. W 2013 roku zakończył karierę.

## Kariera reprezentacyjna
W reprezentacji Armenii Minasjan zadebiutował 9 października 1999 w wygranym 3:0 meczu eliminacji Mistrzostw Europy 2000 z Andorą, a 12 grudnia 2001 w wygranym 2:0 towarzyskim pojedynku z Uzbekistanem strzelił swojego jedynego gola w kadrze. W latach 1999–2008 w drużynie narodowej rozegrał 12 spotkań.